# Marcel Hartel
Marcel Hartel (Colonia, Alemania, 19 de enero de 1996) es un futbolista germano que juega de centrocampista y su equipo es el St. Louis City SC de la Major League Soccer.

## Trayectoria

### Clubes
1. FC Colonia
Empezó a jugar en las categorías inferiores del SC West Köln de su ciudad natal. En el 2002, pasó a formar parte de los escalafones inferiores del 1. FC Colonia. En la temporada 2015/16 pasa a formar parte del segundo equipo del 1. FC Colonia, el 1. FC Colonia II.La siguiente temporada
jugó un total de 12 partidos con el primer equipo en los que anotó 3 goles y dio 5 asistencias.
Union Berlin
En mayo de 2017, Union Berlin anuncia su contrato por un total de tres años en un acuerdo de tres años.

### Selección
Ha jugado un total de 9 partidos con la selección sub-21, destacando el partido contra la selección sub-21 de Azerbaiyán a la que le metió 3 de los 4 goles que lleva con la selección germana.